# Thomas Hill Green
Pour les articles homonymes, voir Thomas Hill (homonymie) et Hill.
Thomas Hill Green (7 avril 1836 – 26 mars 1882) est un philosophe britannique membre de l'idéalisme britannique, un mouvement influencé par la métaphysique de G.W.F. Hegel. Ce courant philosophique a été influent à la fin du XIXe siècle avec notamment Francis Herbert Bradley (1846–1924), et Bernard Bosanquet (1848–1923) puis à la seconde génération avec J. M. E. McTaggart, H. H. Joachim, John Henry Muirhead et Geoffrey Reginald Gilchrist Mure. Les doctrines de l'idéalisme britannique ont conduit des philosophes de Cambridge (George Edward Moore et Bertrand Russell notamment) à initier, en rupture avec celles-ci, une nouvelle tradition philosophique, à savoir la philosophie analytique qui opère un retour à la tradition empirico-nominaliste.
Green était aussi membre du parti libéral anglais à un moment où celui-ci doit se renouveler pour faire face à de nouveaux défis. Il a participé à son renouvellement en tentant d'en théoriser la pratique, comme il l'écrit dans Popular Philosophy in its Relation to Life. Il est souvent considéré, avec deux autres anciens d'Oxford  de la génération suivante (John Atkinson Hobson et Leonard  Trelawny Hobhouse), comme l'un des fondateurs du New liberalism. Toutefois, dans un ouvrage sur ce courant[Lequel ?], Michael Freeden a relativisé son importance par rapport aux autres penseurs.

## Biographie
Green est né à Birkin, dans le Yorkshire où son père était recteur. Du côté paternel, il descend d'Oliver Cromwell. Jusqu'à quatorze ans il est éduqué à la maison puis il intègre Rugby où il est étudiant pendant cinq ans à partir de 1850. Là, il est le  condisciple le futur philosophe Henry Sidgwick
En 1855, il est diplômé du Balliol College d'Oxford où il est le condisciple de A.V. Dicey. En 1860, il est élu fellow (membre) du Balliol college et commence à enseigner (principalement de philosophie) à l'université. Il occupe d'abord un poste de tuteur puis, après 1878, devient titulaire de la chaire de philosophie morale Whyte. Il eut pour étudiants des hommes qui deviendront des membres important de l'idéalisme britannique comme Bernard Bosanquet et F. H. Bradley. Il se marie en 1871 avec Charlotte Byron Symonds.
Les conférences qu'il délivre comme professeur constituent la substance de son œuvre majeure, que l'on trouve dans son livre Prolegomena to Ethics ainsi que dans ses Lectures on the Principles of Political Obligation. Ces travaux n'ayant été publiés qu'après sa mort, les vues de Green étaient antérieurement connues essentiellement à travers l'introduction qu'il a écrite à l'édition standard de l'œuvre de Hume. Cette introduction est pour lui l'occasion d'examine de façon extrêmement critique l'empirisme anglais : sa lecture de Hume sera si longtemps reconnue comme la lecture ou l'interprétation correcte qu'il faudra attendre le XXe siècle pour la voir remise en cause, notamment par Norman Kemp Smith au profit d'une lecture naturaliste, aujourd'hui largement reconnue comme pertinente.
En tant que conseiller municipal à Oxford, Green est impliqué dans la vie politique locale. Il est notamment un des fondateurs de la City of Oxford High School for Boys, président de la Ligue pour la Tempérance d'Oxford, de l'association libérale locale, administrateur du Baillol College. Durant la discussion sur le Second Reform Act, il fait campagne pour que tous les hommes puissent voter même s'ils ne possèdent pas de propriété (rappelons que le suffrage durant la première moitié du XIXe siècle était censitaire).
Ces activités au parti libéral lui inspirent en 1881 ce qui deviendra un des fondements de sa philosophie politique « libérale » : Lecture on Liberal Legislation and Freedom of Contract. Il donne également des conférences sur la religion, l'épistémologie, l'éthique et la philosophie politique.
Plusieurs de ses ouvrages majeurs ont été publiés après sa mort, notamment ses sermons sur Faith and The Witness of God, les essais On the Different Senses of 'Freedom' as Applied to Will and the Moral Progress of Man, Prolegomena to Ethics, Lectures on the Principles of Political Obligation, et Lecture on Liberal Legislation and Freedom of Contract.
Green est mort d'un empoisonnement du sang à l'âge de 45 ans. Ses funérailles furent suivies par environ deux mille personnes.

## Quelques traits de la philosophie de Green

### Cadre général de sa pensée
Selon Fontenay, l'idée générale des prolègomènes, son œuvre majeure, est que « la société ne peut se fonder que sur un système de valeurs éthiques, et que ces valeurs éthiques ne peuvent elles-mêmes se fonder que sur une métaphysique »
Il reproche à Locke  de croire que l'esprit humain n'est à l'origine qu'une table rase qui se remplit d'idées de plus en plus complexes à partir des sensations venant du monde extérieur. Pour Green, en faisant cela, John Locke ne se met en situation de penser la liberté du sujet en lui-même. Il écrit à ce propos,« la possibilité de liberté réside dans la conscience de soi que supposent nos mobiles, dans la conceptualisation par la référence à soi que l'image du plaisir même le plus animal doit subir avant de pouvoir devenir un élément de la formation du caractère. Faute de quoi nous serions aussi exempts de péché et inaptes au progrès, aussi dépourvu de remords et d'aspirations, aussi incapables d'égoïsme et de sacrifice que le sont les animaux »
Il reproche à David Hume de voir l'homme gouverné par les passions et non par la raison, de douter du concept de causalité et comme Locke de méconnaître pour reprendre les mots de Fontaney, « l'activité autonome de la pensée, de la conscience de soi et de la volonté ».
Green élabore sa propre philosophie, en partant de Kant et d'Hegel. Il reprend  à Kant l'idée que l'on trouve dans l'introduction de la critique de la raison pure qui veut que « bien que toute notre connaissance commence avec l'expérience, elle ne résulte pas pour autant toute de l'expérience ». Il reprend à Hegel, ce qu'il appelle l'esprit divin c'est-à-dire « qu'il y ait un être  conscient de soi, dont tout ce qui est réel est l'activité ou l'expression;, mais comme participant en quelque mesure d'une manière ébauchée à la conscience de soi par laquelle il constitue le monde tout en s'en distinguant; que cette participation soit la source de la moralité et de la religion; telle est, croyons-nous, la vérité vitale que Hegel avait à nous apprendre ». En fait l'hégélianisme de Green réside uniquement là et, pour Fontaney « la source majeure est peut-être tout bonnement la foi religieuse évangélique de l'enfance de Green, se survivant sous l'espèce sécularisée de son idéalisme à l'allemande »

### Société et État, liberté et égalité chez Green
Pour Green, il y a une interaction entre la société et l'individu ce qui le fait s'opposer à la fois aux utilitaristes qui voient la société  comme un agrégat d'individus et aux tenants du contrat social tels que Hobbes ou Rousseau. En effet pour lui, il ne peut pas avoir contrat à l'État de nature car la notion même de contrat suppose l'existence d'une société politiquement organisée. Par ailleurs, il tient les théories du contrat social pour dangereuses car elles tendent à faire croire que l'individu  est « détenteur de droits contre la société, qu'il accomplisse ou non ses devoirs à l'égard de la société » Pour qu'il y ait une société, comme pour Aristote, il faut que les individus poursuivent le même bien commun et pour Green ce bien commun est fondé sur la nature de l'homme. Mais, il ne cherche pas à définir « des principes généraux d'où il serait possible de déduire ce qui devrait être fait mais un type de caractère » : un individu rationnel, capable de réfléchir sur ses motivations et de rechercher la vérité vitale qu'il y a en lui. Cela le conduit à une perception de la liberté différente du libéralisme classique. En effet, pour lui, on ne peut être libre qu'en société et donc en respectant certaines règles. Par ailleurs la liberté ne peut s'accompagner que de l'égalité des conditions. Il écrit à ce propos : « nous refusons à juste titre de voir dans le développement supérieur d'un individu exceptionnel ou d'une classe exceptionnelle la marque d'un progrès vers la véritable liberté de l'homme, quand celui-ci se fonde sur le refus d'accorder ces mêmes possibilités aux autres »
Cela l'amène à donner à l'État un rôle plus important que ne l'avait fait John Stuart Mill en matière d'éducation - il est pour un système scolaire organisé par l'État-  et en matière de législation. Sur ce point, il pense qu'il est possible d'augmenter le prix de l'alcool non pas seulement comme le pensait Mill pour procurer des ressources au gouvernement mais aussi pour décourager l'alcoolisme- il était président d'une société de tempérence-. Par ailleurs, dans Lecture on Liberal Legislation and Freedom of Contract il s'oppose à la liberté de contrat lorsqu'il y a entre les parties un trop fort déséquilibre. Cela l'amène à justifier l'intervention de l'État dans le domaine de la santé publique ou dans les rapports entre salariés et employeurs

## Influence de la pensée de Green
La pensée de Green fut directement ou indirectement importante durant le dernier quart du XIXe siècle. Son enthousiasme pour une citoyenneté commune, son engagement dans la vie municipale encouragea les universités après sa mort à être plus proches des gens et à rompre avec une rigoureuses distinction de classes.
Ses idées se répandirent à l'université de St Andrews sous l'influence du Professeur David George Ritchie, un de ses anciens étudiants et un des fondateurs de la Société Aristotélicienne.
Green  est cité par des hommes politiques qui fondèrent le social-libéralisme tels Herbert Samuel ou Herbert Henry Asquith comme ayant influencé leur pensée. Il faut noter aussi que ces hommes furent formés au Baillol College d'Oxford où Green fut formé et où il a enseigné.
Roy Hattersley dans un numéro du New Statesman de 2003, rapproche la pensée de Green de celle de John Rawls.

## Œuvre et commentaires
L'œuvre la plus importante est son Prolegomena to Ethics, dont le manuscrit était pratiquement terminé à sa mort. Il fut publié sous la direction de Andrew Cecil Bradley (4e éd., 1899). Peu après, Richard Lewis Nettleship publia une édition de son œuvre à l'exception des prolégomènes en trois volumes 
1. Reprise des critiques de Green sur Hume et Spencer,
2. Lectures sur  Kant, sur la logique et sur le principe d'obligation politique Principles of Political Obligation
3. Miscellanies, précédé par un Mémoire par l'éditeur.

Hume and Locke, Apollo Editions, 425 Park Avenue South, New York, NY 10016, 1968 (Reprint of Thomas Y. Crowell Company edition) contient les Introductionsde Green  au Treatise of Human Nature de Hume ainsi qu'à la partie morale du Treatise"

## Œuvre en ligne
- Prolegomena to Ethics (1883)
- Lectures on the Principles of Political Obligation (1883)